# 鲜绿凸轴蕨
鲜绿凸轴蕨（学名：Metathelypteris singalanensis）为金星蕨科凸轴蕨属下的一个种。

## 扩展阅读
- 維基物種上的相關：鲜绿凸轴蕨